# クララ・マクチェスニー
クララ・マクチェスニー（Clara Taggart MacChesney 、姓は McChesneyとも、1860年 - 1928年8月6日）はアメリカ合衆国の画家である。肖像画や風景画を描いた:458。

## 略歴
カリフォルニア州のブラウンスヴィル(Brownsville)に生まれた。父親がオークランドの高校の校長になり、オークランドに移った。サンフランシスコの美術学校(California School of Design)でヴァージル・ウィリアムス(Virgil Williams)に学んだ後、ニューヨークに移り、アート・スチューデンツ・リーグなどでハリー・シドンズ・モウブレーやジェームズ・キャロル・ベックウィズに学んだ。さらにパリに渡り、アカデミー・コラロッシでギュスターヴ＝クロード＝エティエンヌ・クルトワに学んだ。
1893年のシカゴ万国博覧会に水彩画を出展して、メダルを受賞し、1900年のパリ万国博覧会の展覧会に出展し、サンフランシスコの新聞「San Francisco Call」は「アメリカの芸術家も外国人の芸術家もマクチェスニー嬢はアメリカ随一の女性画家と評した」と報じた。1904年のセントルイス万国博覧会にも出展し、銅メダルを受賞した。
アメリカを代表する女性画家のエリザベス・ナースとは同世代で友人となり、ナースに関する著作も行った。:458

## 作品

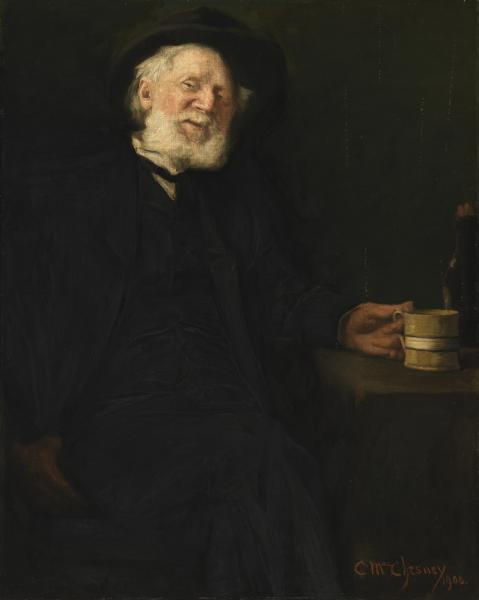
Robert Loftin Newman-美術家(1900)
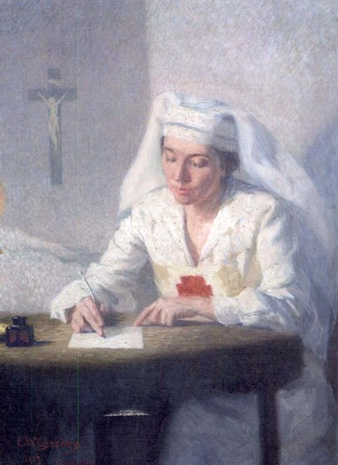
The Last Letter (1917)
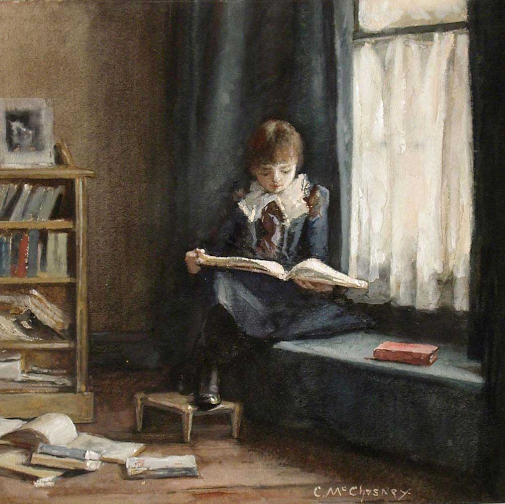
窓辺で読書する少女
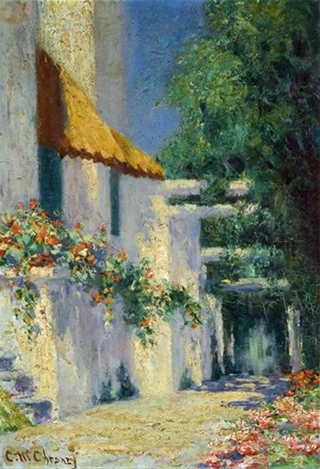
オレンジ色の日よけ